# 이저벨 샌퍼드
이저벨 샌퍼드(Isabel Sanford, 1917년 8월 29일 ~ 2004년 7월 9일)는 미국의 배우, 코메디언이다.

## 영화
- 초대받지 않은 손님
- 레이디 싱스 더 블루스
- 버닝 시티
- 마피아 (1998년 영화)

## 텔레비전
- 아내는 요술쟁이
- 올 인 더 패밀리
- 코작
- 행잉 위드 미스터 쿠퍼
- 로잔느 아줌마
- 더 프레시 프린스 오브 벨 에어
- 더 영 앤 더 레스트리스
- 심슨 가족